# Ty Abbott
Tyshawn "Ty" Abbott (Phoenix, Arizona, 19 de agosto de 1988) es un exbaloncestista estadounidense que disputó seis temporadas como profesional. Con 1,91 metros de estatura, juega en la posición de escolta. Desde 2018 es entrenador asistente en los Delaware Blue Coats de la G League.

## Trayectoria deportiva

### Universidad
Jugó cuatro temporadas con los Sun Devils de la Universidad Estatal de Arizona, en las que promedió 10,2 puntos, 3,9 rebotes y 1,8 asistencias por partido. En 2010 fue incluido en el mejor quinteto de la Pacific-10 Conference.

### Profesional
Tras no ser elegido en el Draft de la NBA de 2011, firmó por una temporada con el BC Kalev/Cramo de la liga de Estonia, donde consiguió el campeonato promediando 10,0 puntos y 8,7 rebotes por partido, lo que le valieron para renovar por una temporada más, en la que promedió en todas las competiciones en las que participó, 11,8 puntos y 3,0 rebotes por partido.
En septiembre de 2014 fichó por el Fulgor Libertas Forlì de la Legadue Gold italiana, Jugó sólo 7 partidos, en los que promedió 16,0 puntos y 3,1 rebotes, dejando el equipo en diciembre por problemas de no cobrar su sueldo, fichando por el Eskişehir Basket turco hasta final de temporada. Acabó promediando 2,5 puntos y 1,3 rebotes por partido, siendo despedido. fichó en enero por el A.E. Neas Kīfisias griego, donde acabó la temporada.
Regresó a Italia al año siguiente para fichar por el Pallacanestro Chieti, pero en el mes de diciembre deja el equipo para fichar por el Universo Treviso Basket, donde acabó la temporada promediando 10,8 puntos y 3,6 rebotes por encuentro.
En diciembre de 2016 fichó hasta final de temporada por el Doxa Lefkadas B.C. griego, con los que jugó 14 partidos en los que promedió 6,8 puntos y 2,8 rebotes.
En 2017 volvió a su país para jugar en los Delaware 87ers de la NBA G League.